# آرثر هسندريكس
آرثر هسندريكس (بالإنجليزية: Arthur Hendrix)‏ هو لاعب كرة مضرب أمريكي، ولد في 7 أكتوبر 1913، وتوفي في 22 أبريل 1988.